# Podstrana
Podstrana (in italiano Postrana, desueto) è un comune della Regione spalatino-dalmata in Croazia.

## Località
Il comune di Podstrana non è suddiviso in frazioni. Esso è costituito dai quartieri di:
- Gerbovaz[4])
- Gornja Podstrana (Postrana[5])
- Grljevac (Gherglievaz[6])
- Strožanac I (Strosanaz[7])
- Strožanac II (Strosanaz[7])
- Sv. Martin – Mutogras (San Martino[5] – Monte Grosso[8])